# Lichtenberg, Oberösterreich
Lichtenberg är en  kommun i Österrike. Den ligger i distriktet Urfahr-Umgebung i förbundslandet Oberösterreich,  160 kilometer väster om huvudstaden Wien. Huvudort är Altlichtenberg.
Kommunen består av 7 orter (Ortschaften) (inom parentes invånarantal 1 januari 2024):

- Altlichtenberg (1 301)
- Asberg (509)
- Haselgraben (8)
- Kammerschlag (13)
- Kronabitedt (5)
- Mühlberg (210)
- Neulichtenberg (844)